# Ermenegildo Orzan
Ermenegildo Orzan (San Lorenzo Isontino, 25 settembre 1914 – Mariano del Friuli, 21 dicembre 2003) è stato un calciatore italiano, di ruolo attaccante.
Anche suo fratello Francesco è stato un calciatore.

## Carriera
Gioca nel Palermo fino al 1935. Nel 1935-1936 milita nella Pro Gorizia, squadra alla quale fa ritorno durante il periodo da militare, a partire dal gennaio 1937, dopo un periodo allo Jesi.
Passa dunque al Padova, in Serie B. Debutta in prima squadra il 26 dicembre 1937 nella partita contro l'Alessandria vinta dai biancoscudati (2-0); milita coi padovani per tre stagioni e gioca la sua ultima partita in biancorosso il 20 maggio 1940, in Alessandria-Padova 2-1.
Nella stagione 1940-1941 passa al Milano, con cui non debutta mai in prima squadra; disputa due amichevoli, entrambe giocate contro il Padova (6-0 l'8 settembre e 2-1 il 15 settembre). Nella stagione successiva viene ceduto in prestito all'Udinese, nuovamente in Serie B.